# Arndt Pfützner
Arndt Pfützner (* 10. Dezember 1949 in Geising; † 27. Dezember 2022) war ein deutscher Sportwissenschaftler.

## Leben
Pfützner studierte bis 1974 an der Deutschen Hochschule für Körperkultur (DHfK) in Leipzig und schloss das Studium mit der Diplomarbeit zum Thema „Die Entwicklung physischer Eigenschaften durch mehrjähriges spezielles Training und deren Verhältnis zur Wettkampfleistung, untersucht an jugendlichen Skilangläufern“ ab. Er war dann am Forschungsinstitut für Körperkultur und Sport (FKS) tätig. Seine Doktorarbeit (Titel: „Zur Bedeutung und methodischen Gestaltung des disziplinspezifischen Krafttrainings im Skilanglauf“) legte er 1980 an der DHfK vor, 1990 schloss er seine Promotion B (Titel: „Zu grundlegenden Problemen der Erhöhung der Leistungswirksamkeit des DDR-Vorbereitungssystems im Skilanglauf: ein Beitrag für eine auf Weltspitzenleistungen gerichtete Entwicklungskonzeption“) ab. Während seiner Zeit am FKS befasste sich Pfützner unter anderem intensiv mit Training und Wettkampf im Skilanglauf und darüber hinaus mit anderen Ausdauersportarten.
Nach dem Ende der Deutschen Demokratischen Republik und der Auflösung des FKS arbeitete Pfützner in dessen Nachfolgeorganisation, dem Institut für Angewandte Trainingswissenschaft (IAT). Pfützner arbeitete am IAT unter anderem an Aspekten des Triathlonsports, befasste sich in Fortsetzung seiner Forschungstätigkeiten am FKS weiterhin mit dem Skilanglauf und beschäftigte sich anhand der Analyse von Olympischen Spielen sportartübergreifend mit Entwicklungstendenzen im Leistungssport. Er übernahm im Jahr 2000 das Amt des Leiters des IAT. Im Frühjahr 2015 schied er nach 15-jähriger Tätigkeit als Institutsleiter aus dem Amt.
Gemeinsam mit Georg Neumann und Kuno Hottenrott veröffentlichte er „Das große Buch vom Triathlon“, in Zusammenarbeit mit Neumann sowie Anneliese Berbalk brachte er das ebenfalls in mehreren Auflagen erschienene Werk „Optimiertes Ausdauertraining“ heraus.
Zwischen 1990 und 1999 hatte er das Ehrenamt des Leistungssportwartes im Vorstand der Deutschen Triathlon Union (DTU) inne und war von 2014 bis November 2018 Vizepräsident der Deutschen Triathlon Union.